# Kandukūr
Kandukūr är en ort i Indien.   Den ligger i distriktet Prakasam och delstaten Andhra Pradesh, i den södra delen av landet, 1 500 km söder om huvudstaden New Delhi. Kandukūr ligger 22 meter över havet och antalet invånare är 53 662.
Terrängen runt Kandukūr är mycket platt. Runt Kandukūr är det tätbefolkat, med 343 invånare per kvadratkilometer. Kandukūr är det största samhället i trakten. Trakten runt Kandukūr består till största delen av jordbruksmark.